# Да разлаем съседите
„Да разлаем съседите“ (на английски: Neighbors) е американска комедия от 2014 г. на режисьора Никълъс Столър. Главните роли се изпълняват от Сет Роугън, Зак Ефрон, Роуз Бърн, Дейв Франко и Кристофър Минц-Плас. На 20 май 2016 г. излиза продължението, озаглавено „Да разлаем съседите още веднъж“.